# Вище товариство (фільм, 1956)
«Вище товариство» (англ. High Society) — американський комедійний мюзикл 1956 року, головні ролі в якому виконали Бінг Кросбі, Грейс Келлі та Френк Сінатра. Сценарій фільму був написаний Джоном Патріком за мотивами п'єси «Філадельфійська історія» Філіпа Бері. «Вище суспільство» — остання поява у кіно Грейс Келлі, після чого вона стала княгинею Монако.
Фільм розповідає про успішного популярного джазового музиканта, який намагається повернути прихильність своєї колишньої дружини, яка готується до шлюбу з іншим. Крім того, джазовому музикантові стає на заваді репортер таблоїда, також закоханий у його колишню дружину, яка тепер має зробити вибір між трьома зовсім різними чоловіками.

## Сюжет
Вельми успішний джазовий музикант Сі Кей Декстер-Гевен (Бінг Кросбі) розлучений з Трейсі Самантою Лорд (Грейс Келлі), представницею вищого товариства Ньюпорту, Род-Айленд, але досі у неї закоханий. Проте вона саме збирається одружитися з нудним джентльменом Джорджем Кітриджем (Джон Ланд).
Вигадана бульварна газета «Spy Magazine», маючи на руках ганебну інформацію про батька Трейсі, змушує Лордів погодитися прийняти у своєму будинку репортера Майка Конора (Френк Сінатра) та фотографку Ліз Імбрі (Селеста Голм) для висвітлення подробиць весілля у пресі. Незадоволена таким поворотом подій, Трейсі задля помсти вирішує різними способами розіграти репортерів. Вона представляє Дядька Віллі (Луї Калгерн) своїм батьком, а батька Сета Лорда (Сідні Блекмер) — відповідно дядьком.
Майк Коннор спочатку насміхається над багатіями Лордами, та пізніше й сам закохується у красуню Трейсі. Таким чином, їй доводиться зробити вибір між трьома чоловіками, звернувшись до самопізнання.

## У ролях
| Актор          | Роль                  |
| -------------- | --------------------- |
| Бінг Кросбі    | Сі Кей Декстер-Гевен  |
| Грейс Келлі    | Трейсі Саманта Лорд   |
| Френк Сінатра  | Маколей "Майк" Коннор |
| Селеста Голм   | Ліз Імбрі             |
| Джон Ланд      | Джордж Кітридж        |
| Луї Келхерн    | Дядько Віллі          |
| Сідні Блекмер  | Сет Лорд              |
| Марґало Ґілмор | місіс Сет Лорд        |
| Лідія Рід      | Керолін Лорд          |

Крім того, у фільмі в камео знялися Луї Армстронг та музиканти його гурту: Едмонд Гол (кларнет), Трамі Янг (тромбон), Біллі Кайл (фортепіано), Арвел Шо (бас), Барет Дімз (барабани).

## Музика

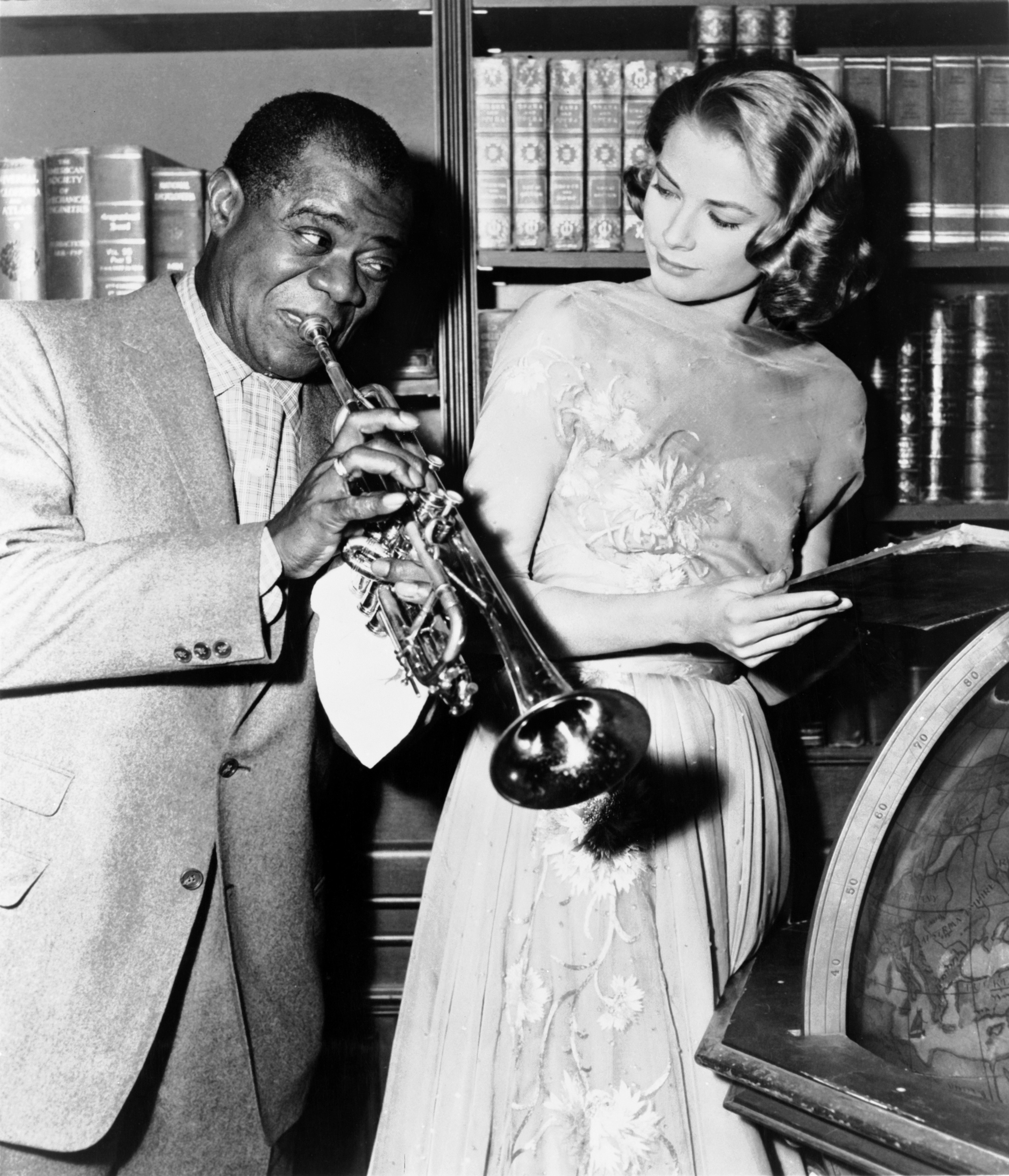
Луї Армстронг та Грейс Келлі

1. «Overture» — Оркестр Коула Портера
2. «High Society Calypso» — Луї Армстронг і його бенд
3. «True Love» — Бінг Кросбі, Грейс Келлі
4. «Who Wants to Be a Millionaire?» — Френк Сінатра, Селеста Голм
5. «I Love You, Samantha» — Бінг Кросбі
6. «You're Sensational» — Френк Сінатра
7. «Well, Did You Evah!» — Бінг Кросбі, Френк Сінатра
8. «Little One» — Бінг Кросбі
9. «Now You Has Jazz» — Бінг Кросбі, Луї Армстронг і його бенд
10. «Mind if I Make Love to You?» — Френк Сінатра